# Dystrykt Vohibinany
Vohibinany lub Brickaville – dystrykt Madagaskaru z siedzibą w Vohibinany (Brickaville), wchodzący w skład regionu Atsinanana.

## Demografia
| 1993    | 2000    | 2001    | 2002    | 2003    | 2004    | 2005    | 2007    | 2011    |
| ------- | ------- | ------- | ------- | ------- | ------- | ------- | ------- | ------- |
| 122 588 | 151 963 | 156 998 | 162 154 | 167 419 | 172 944 | 178 651 | 190 636 | 178 185 |

## Podział administracyjny
W skład dystryktu wchodzi 17 gmin (kaominina):
- Ambalarondra
- Ambinaninony
- Ambohimanana
- Ampasimbe
- Andekaleka
- Andevoranto
- Anivorano Est
- Anjahamana
- Vohibinany (Brickaville)
- Fanasana
- Fetraomby
- Lohariandava
- Mahatsara
- Maroseranana
- Ranomafana Est
- Razanaka
- Vohitranivona